# Антикитобійні протести в Антарктиці
Протести проти китобійного промислу в Південному океані — акції протесту, що проводяться учасниками організацій SSCS і Грінпіс як протидія японським китобійним суднам. Японська сторона вважає дії екологів незаконними, самі ж волонтери вважають дії Японії порушенням мораторію про заборону комерційного китобійного промислу в 1986 році і переконують громадськість у необхідності своїх дій.
Члени Товариства охорони морської фауни досить часто вдаються до радикальних методів боротьби з китобоями, таким як закидання контейнерами з масляною кислотою і сплутування гребних гвинтів китобійних суден.

## Передісторія
У 1986 році Міжнародна китобійна комісія ввела мораторій на повну заборону комерційного китобійного промислу. Японія офіційно припинила промисел у 1987 році і в тому ж році відновила його як науковий. Започаткувала програму Japanese Research Program in Antarctica (JARPA), згідно з якою за рік необхідно добувати до 440 малих полосатиків. У 2005 році програму змінила JARPA II. Промисел був розширений до 935 малих смугачів, 50 полосатиків Брайда, 50 фінвалів і 10 кашалотів. Цей факт обурив екологів і привів до акцій протесту.

## Дії «Грінпіс»
Активісти Грінпіс неодноразово протестували проти китобійного промислу в Південному океані. Були випадки, коли вони підходили до китобійних суден на надувних катерах і ставали між судном і китом. Також вони намагалися звільнити китів з гарпуна, вішали на кораблі плакати і робили на стінках судів написи. У відповідь японці поливали екологів з водяних гармат арктичною водою.
У 2005 році судно Грінпіс Arctic Sunrise зіткнулося з плавучим рибозаводом китобоїв «Ніссін Мару» і отримало серйозне пошкодження носа.
У 2007 році судно Грінпіс Esperanza зіткнулося з японським гарпунним судном «Ке Мару № 1». У тому ж році на «Ніссін Мару» сталася пожежа і екіпаж судна подав сигнал SOS, на який відповіли екологи. Однак китобої отримали наказ не приймати допомогу від активістів Грінпіс.

### Критика
Члени SSCS неодноразово виступали з критикою активістів Грінпіс стверджуючи, що їхні дії не ефективні та не сприяють збереженню чисельності китів. Японська сторона вважає, що активісти порушують міжнародне право.

## Дії ООМФ
Активну протидію китобоям Морський пастух розпочали в 2005 році. Тоді судно екологів Farley Mowat вийшло в Антарктику і пробуло там три місяці. Всього активісти організації здійснили 10 анти-китобійних кампаній, під час яких були використані радикальні і жорсткі методи боротьби з китобійними промислами.
Окрім великих суден у своїх анти-китобійних кампаніях екологи використовували надувні катери, вертоліт і водні мотоцикли. У 2009 році волонтери придбали швидкохідний тримаран Earthrace який брав участь у 5-й анти-китобійній кампанії.
Остання анти-китобійна кампанія товариства пройшла взимку 2014 року, під час якої судно екологів зіткнулося з китобійним. У тому ж році рішенням Міжнародного суду ООН Японії було заборонено займатися китобійним промислом у водах Антарктики.

### Перша кампанія (2005—2006)
У період з грудня 2005 по лютий 2006 років активісти на судні «Farley Mowat» намагалися зірвати полювання на китів. Використавши спеціальний пристрій (так званий «консервний ніж»), вбудований в борт «Farley Mowat» вони протаранили «Oriental Bluebierd», судно, що постачає китобоїв паливом. Пристрій являє собою гостре сталеве лезо, довжиною сім футів. Це лезо спеціально призначене для пошкодження корпусу ворожого корабля і використовувалася раніше в інших кампаніях ООМФ.
Міністр навколишнього середовища Австралії Іен Кемпбелл засудив дії екологів і назвав Пола Вотсона «піратом» і «екстремістом». Вотсон в свою чергу зажадав від урядів Австралії та Нової Зеландії ініціювати судовий позов до Японії через промисли.

### Операція «Левіафан» (2006—2007)
Наприкінці листопада 2006 року SSCS почали свою першу великомасштабну антикитобійну кампанію в Антарктиці, яка була названа Операція «Левіафан». У ній брало участь понад 60 волонтерів. Були використані два великих корабля — Robert Hunter і Farley Mowat, вертоліт, три надувних катера. Були підготовлені пляшки з масляною кислотою, димові шашки та канати для обплутування гребних гвинтів.
9 лютого 2007 року, екологи сіли на хвіст «Ніссін Мару» але були змушені припинити переслідування через зникнення надувного катера і його екіпажу. 12 лютого 2007 року «Морський Пастух» з вертольота помітили китобійне судно «Кайко Мару», що переслідувало групу малих смугачувих. Кораблі «Морського Пастуха» були відправлені туди з метою зірвати полювання на китів. Обидва судна товариства впритул наблизилися до японського судна. Тоді ж, у спробі корабля Robert Hunter змінити курс «Кайко Мару», сталося зіткнення, після чого екологи закидали японське судно димовими шашками. В Інституті дослідження китоподібних заявили, що Robert Hunter навмисне протаранив дослідницьке судно.

### Операція «Мігалоо» (2007—2008)
У листопаді 2007 року судно «Steve Irwin» вирушило в Антарктику з Гобарта. З жорстко-корпусних надувних катерів активісти атакували гарпунне судно «Юсин мару 2», закидавши його контейнерами з масляною кислотою і целюлозним порошком. Пізніше екологи Бенджамін Поттс і Джайлс Лейн проникли на борт «Юсин мару 2» з тих же надувних катерів і надали капітану документ про «незаконність китобійного промислу». Вони пробули дві доби на японському кораблі, після чого австралійське військове судно «Oceanic Viking» доставило їх назад на «Steve Irwin». Метою таких дій було привернення уваги міжнародної громадськості до дій Товариства .
3 березня 2008 року активісти з борта «Steve Irwin» закидали палубу рибозаводу «Ніссін мару» масляною кислотою. Міністр закордонних справ Австралії Стівен Сміт назвав дії екологів «неприйнятними», заявивши, що вони могли призвести до травм. На борту «Ніссін мару» перебували японські військові, які кидали в активістів шумові гранати. Потерпілих не було.

#### Інцидент з пострілом
17 березня Пол Вотсон заявив, що під час атаки на «Ніссін мару» 3 березня, з борта «Ніссін мару» в нього був зроблений постріл, але він не постраждав, оскільки на ньому був куленепробивний жилет. Доказом цього є кадри з документального фільму «Китові війни», зйомки якого велися під час кампанії. Також як доказ ООМФ показали жилет Вотсона, в якому застрягла куля. Японська сторона заявила про наклеп і фальсифікації фактів екологами, вказавши на те, що на борту «Ніссін мару» не було вогнепальної зброї .
Департамент поліції Токіо отримав ордер на арешт трьох членів ООМФ (Ден Біба, Джон Батчелор і Ральф Ку) за напад на японських дослідників і обплутування гребних гвинтів судна «Кайко мару».

### Дії в 2015—2016 роках
У грудні 2015 року, після відновлення Японією китового промислу ООМФ відправило судно Steve Irwin в Антарктику для протидії японцям. Однак Інститут дослідження китоподібних значно розширив зону промислу. Тепер екологам значно важче вистежити китобійний флот. Пол Вотсон заявив, що в уряду Австралії є координати місцезнаходження китобоїв. Він також висловив необхідність відправити до китобоїв австралійського військового судна . В результаті ООМФ вирішили відмовитися від подальшого переслідування японців і перенести кампанію на наступний рік.

### Операція «Немезида» (2016—2017)
3 грудня 2016 року флагманське судно екологів «Steve Irwin» вирушило в Антарктику з метою початку нової кампанії. 4 грудня слідом за флагманським судном вийшов новий корабель захисників природи «Ocean Warrior». Після тижневого патрулювання антарктичних вод морські екологи вистежили японський китобійний флот, спочатку виявивши корабель «Кайко Мару 8». 22 грудня активісти вистежили гарпунне судно «Юсин Мару». У момент виявлення, китобої вже вели полювання на китів, але завдяки втручанню судна «Ocean Warrior» полювання було припинене. 31 грудня з вертольота судна « Steve Irwin» був виявлений ще один китобійний корабель — «Кайко Мару 7» . 1 січня, незважаючи на погану погоду, вертолітники екологів виявили ще одне гарпунне судно — «Юсин Мару 3» . 15 січня 2017 року на борту китобійної бази «Ніссін мару» була виявлена туша вбитого малого полосатика. Пол Вотсон також звернув увагу на те, що з бічних сторін китобійних суден зник напис «Дослідження», який раніше був присутній протягом усіх кампаній. Вотсон вважає, що таким чином японці показали, що більше не приховують свого комерційного промислу і таким чином заявляють про свою байдужості до громадської думки. Про це він заявив на своїй сторінці в соціальній мережі Facebook.

## Реакція японської сторони
Японська влада часто піддають активність ООМФ і Грінпісу жорсткій критиці. Зокрема, прем'єр-міністр Японії Сіндзо Абе висловлював стурбованість через дії «Морського пастиря».
Японці нерідко вдавалися до жорстких методів протидії активістам. Наприклад, вони постійно використовували водомети проти екологів. У 2009 році японці вперше застосували АПДРД — акустичну гармату дальнього радіуса дії. Японські спецназівці навели цю зброю на вертоліт Товариства, погрожуючи пілотові втратою контролю і падінням в океан, порушуючи тим самим міжнародні закони.
У 2008 році на бортах японський судів розташовувалися загони спецпризначенців з японської берегової охорони. При цьому, японська сторона часто вдавалася до фальсифікації фактів, як наприклад у 2010 році, коли моряки з судна «Сенан мару» стріляли в екологів перцевим газом. Тоді через сили вітру перцевий газ «повернувся» в бік японців і потрапив їм у очі. Однак Інститут дослідження китоподібних заявив про травми очей японських дослідників з вини екологів.

### Інцидент з «Ady Gil»
6 січня 2010 року японське охоронне судно «Сенан мару» протаранило «Ady Gil», швидкісний тримаран ООМФ. Японська сторона звинуватила в зіткненні екологів. Один член екіпажу тримарана зламав ребра. 7 січня 2010 року тримаран затопили екологи для «залучення уваги до проблеми китобійного промислу» . Мюррей Маккалі, міністр закордонних справ Нової Зеландії так висловився з приводу цієї ситуації:

Якщо люди [Морський пастух] мають намір порушувати закон і загрожувати життю інших людей у відкритому морі, то ми не зобов'язані надіслати їм на допомогу військові кораблі або надавати їм підтримку.
Оригінальний текст (англ.)
If people [referring to Sea Shepherd] are determined to break the law and determined to kill other people on the high seas, then it is not the responsibility of the New Zealand Government or any other Government to send armed vessels down there or something of that sort to stop them.

Ця заява викликала бурхливу реакцію у Пола Вотсона, який в свою чергу вказав на те, що протягом тридцяти років існування «Морського пастуха» жодна людина не загинула і не постраждала. Вотсон також заявив, що уряд Нової Зеландії ігнорував факт загрози для життя екіпажу Ady Gil.

## Наслідки
У 2010 році Австралія подала позов до Міжнародного суду ООН на Японію за проведення кампанії комерційного китобійного промислу, забороненого в 1986 році Міжнародною комісією з промислу китів, у територіальних водах Австралії. 31 березня 2014 року Міжнародний суд ООН заборонив Японії проводити в Антарктиці китобійну кампанію, яка не відповідає статусу наукової. Японія заявила, що готова підкоритися забороні.
У 2015 році Японія порушила заборону суду ООН і оголосила про початок нової кампанії. Квота була зменшена до 333 особин..